# Przejście graniczne Jaworzynka-Hrčava
Przejście graniczne Jaworzynka-Hrčava – polsko-czeskie przejście małego ruchu granicznego położone w położone w województwie śląskim, w powiecie cieszyńskim, w gminie Istebna, w miejscowości Jaworzynka, zlikwidowane w 2007.

## Opis
Przejście graniczne Jaworzynka-Hrčava zostało utworzone 19 lutego 1996. Czynne było w godz. 6.00–22.00 przez cały rok. Dopuszczone było przekraczanie granicy przez pieszych, rowerzystów, motorowery o pojemności skokowej silnika do 50 cm³ i transportem rolniczym. Odprawę graniczną i celną wykonywały organy Straży Granicznej. Doraźnie kontrolę graniczną i celną osób, towarów oraz środków transportu wykonywała kolejno: Strażnica SG w Jaworzynce, Placówka SG w Jaworzynce.
21 grudnia 2007 na mocy układu z Schengen przejście graniczne zostało zlikwidowane.

### Przejścia graniczne z Czechosłowacją
W okresie istnienia Czechosłowackiej Republiki Socjalistycznej funkcjonowało w tym miejscu polsko-czechosłowackie przejście graniczne małego ruchu granicznego Jaworzynka-Hrčava II – II kategorii. Zostało utworzone 13 kwietnia 1960. Dopuszczony był ruch osób i środków transportu na podstawie przepustek w związku z użytkowaniem gruntów. Otwierane było po wzajemnym uzgodnieniu umawiających się stron. Odprawę graniczną i celną wykonywały organy Wojsk Ochrony Pogranicza. Kontrolę graniczną i celną osób, towarów oraz środków transportu wykonywała Strażnica WOP Jaworzynka.
Formalnie przejście graniczne zostało zlikwidowane 24 maja 1985.
W II RP istniało polsko-czechosłowackie przejście graniczne Jaworzynka-Hrcava (miejsce przejściowe po drogach ulicznych), w rejonie znaku granicznego nr 6. Był to punkt przejściowy z prawem dokonywania odpraw mieszkańców pogranicza, bez towarów w czasie i na zasadach obowiązujących urzędy celne, ustawione przy drogach kołowych. Dopuszczony był mały ruch graniczny. Przekraczanie granicy odbywało się na podstawie przepustek: jednorazowych, stałych i gospodarczych.

## Galeria

Przejście graniczne Jaworzynka-Hrčava (pandemia COVID-19)
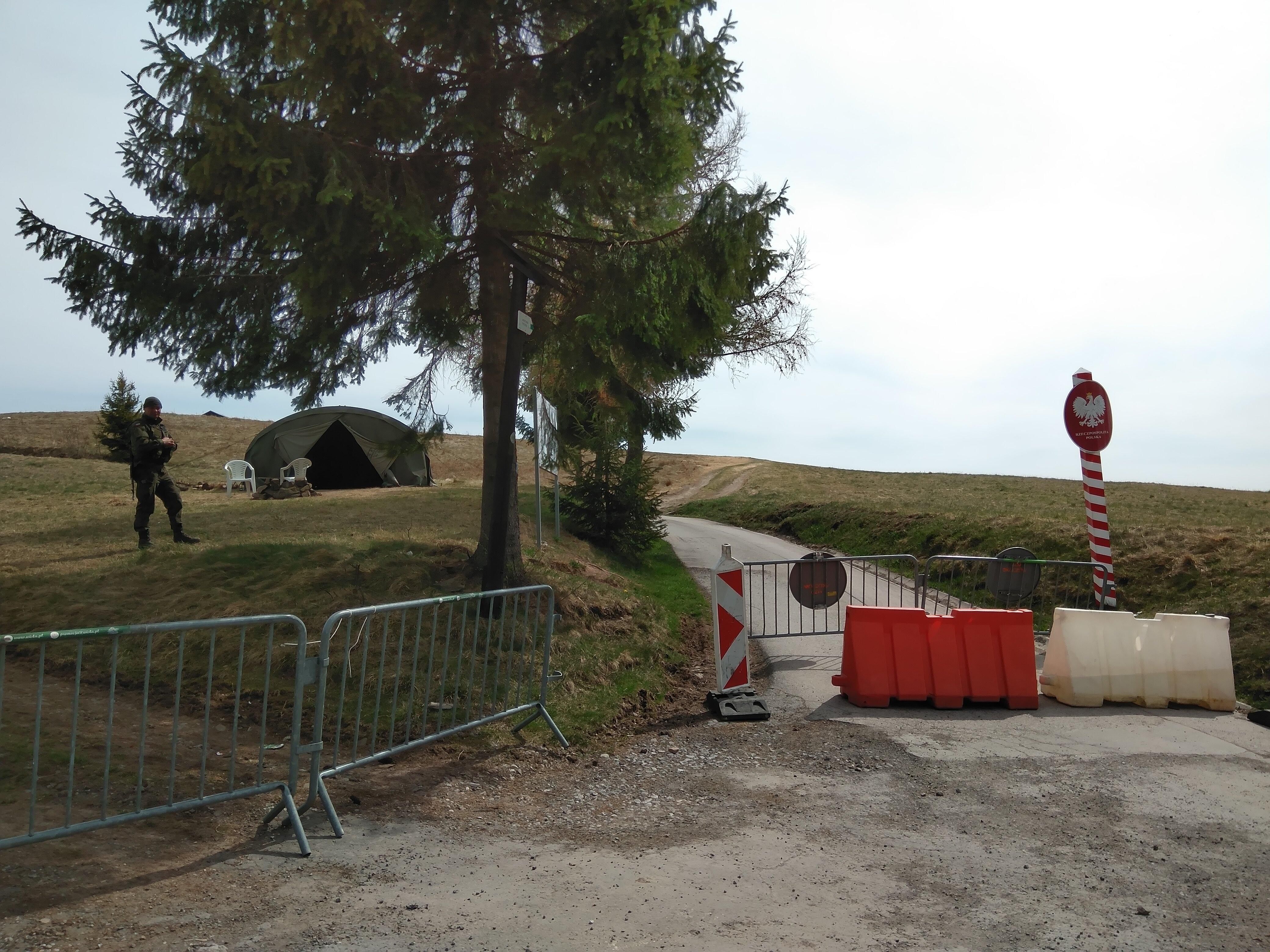
Widok od strony RP (kwiecień 2020)
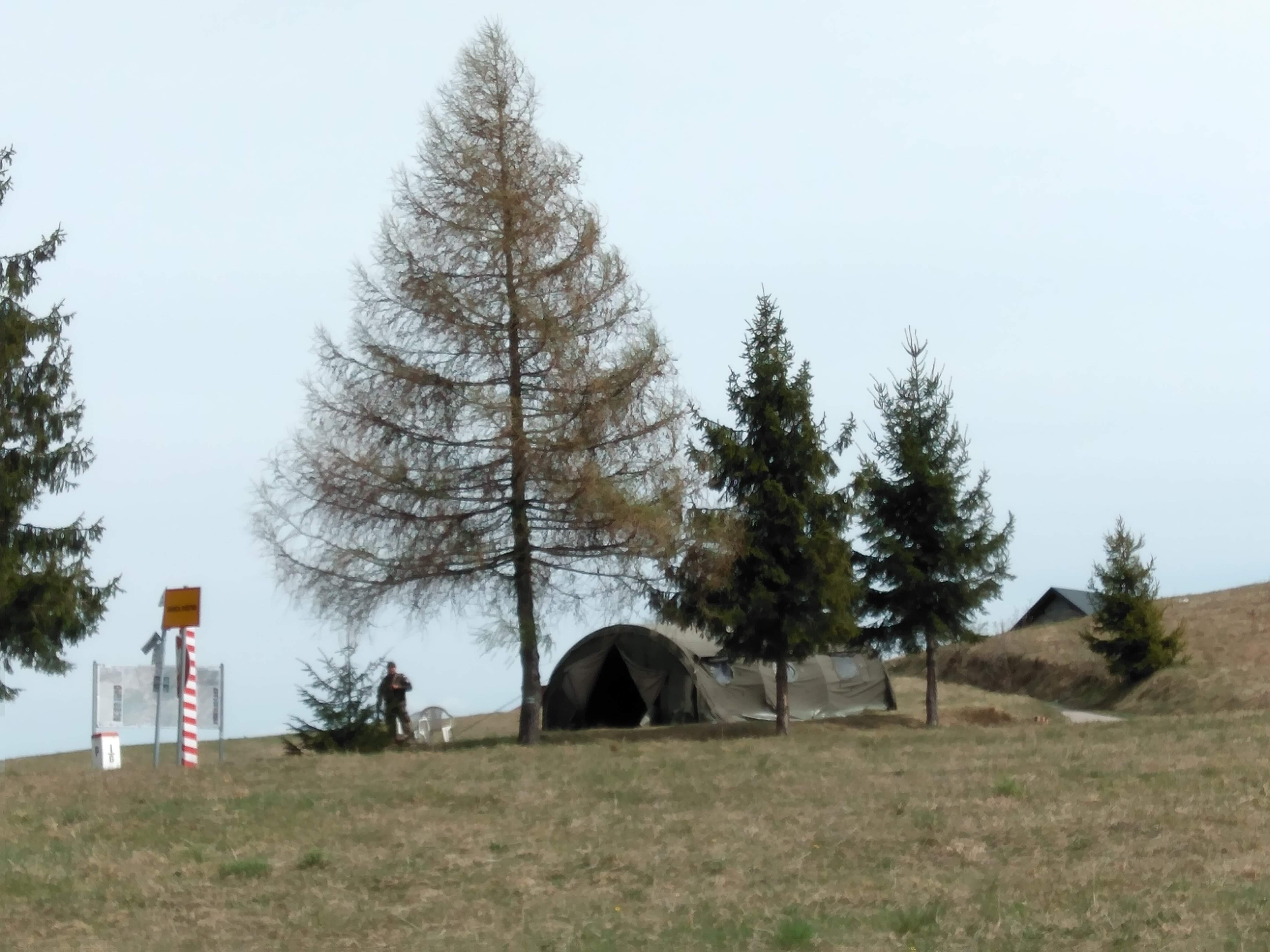
Znak graniczny nr I/6 – widok od strony RP (kwiecień 2020)